# カイム・ペレルマン
カイム・ペレルマン（Chaïm Perelman、1912年5月20日 - 1984年1月22日）は、ベルギーの法学者、哲学者。ポーランド・ワルシャワ出身。専門は法哲学。ブリュッセル自由大学で学び、教鞭をとる。

## 人物
元々は法学を専門とするが、論理学者フレーゲを学位論文の素材に選ぶなど哲学・論理学にも造詣が深く、ブリュッセル自由大学哲学研究所やベルギー国立論理学研究所の主宰者の一人として、法的推論に関する共同研究を多数発表した。また、国際法哲学・社会哲学学会会長も務めた。
テオドール・フィーヴェクと並ぶレトリック論の提唱者であるが、フィーヴェクの出発点が法律学方法論であるのに対し、彼の場合はフレーゲの形式論理学からの示唆が出発点であり、価値をめぐる非形式的な議論の一般的構造を追及する過程で、それがアリストテレスやキケロに代表される古代レトリック論に先取りされていることを発見した。彼のレトリック論においては、議論の「聴衆」の概念が「具体的な事実上の集団」であると同時に「議論による説得のための可能性の条件」でもあるとして両義的に機能し、重要な役割を果たしている。
今日の国際紛争や社会病理の背景に寛容の精神の不足があると見る。そこで、フレーゲの形式論理学の検討から出発しながらも、それらが既にアリストテレスやキケロに先取りされていると見、唯一の真理を求める哲学に対し、多元的な価値観相互における現実的な調整の方法として、長らく低く評価されてきた古典古代のレトリック（弁論術）の再評価をし、その復権を唱えた。
説得的定義に肯定的な評価を与えている数少ない研究者の一人でもある。

## 経歴
- 1934年 - 法学学位取得(ブリュッセル自由大学)
- 1938年 - 哲学学位取得(ワルシャワ大学)、ブリュッセル自由大学教授(哲学・論理学)
- 1984年 - ブリュッセルにて死去

## 主な著作
- 『説得の論理学―新しいレトリック"L'empire rhétorique"』 Vrin, Paris, 1977
- 『法律家の論理―新しいレトリック"Logique juridique, Nouvelle rhétorique"』 2e éd., 1979(1re éd., 1976), Dalloz, Paris

## 邦訳
- (三輪正)『説得の論理学―新しいレトリック』(理想社，1980年)
- (江口三角)『法律家の論理―新しいレトリック』(木鐸社，1986年)